# Юзефіна (Верушовський повіт)
Юзефіна (пол. Józefina) — село в Польщі, у гміні Лютутув Верушовського повіту Лодзинського воєводства.
У 1975-1998 роках село належало до Серадзького воєводства.